# Alte Donau metróállomás
Alte Donau egy metróállomás Bécsben a bécsi metró U1 vonalán.

## Szomszédos állomások
A metróállomáshoz az alábbi állomások vannak a legközelebb:
- Kaisermühlen-VIC
- Kagran

## Átszállási kapcsolatok
| U1 (Oberlaa ↔ Leopoldau) |                        |                         |
| Állomás                  | Átszállási kapcsolatok | Fontosabb létesítmények |
| Alte Donau               | 20A, 20B               | Öreg Duna (holtág)      |